# Nessun perché
Nessun perché è un singolo del cantautore e rapper italiano Franco126, pubblicato il 16 febbraio 2021.

## Video musicale
Il video, diretto da Vittorio Antonacci e interpretato da Giulio Beranek e Lorenza Perrone, è stato pubblicato sul canale YouTube di Soldy Music due giorni dopo l'uscita del singolo.

## Tracce
Testi di Federico Bertollini, Enphashishi’ e Ceri, musiche di Ceri e Giorgio Poi.
1. Nessun perché – 3:34

## Formazione
- Franco126 – voce, testi
- Giorgio Poi – basso, chitarra
- Ceri – produzione
- Gigi Barocco – mastering, missaggio
- Beatrice Chima – fotografia
- Valerio Bulla – artwork